# Gilles Grethen
Gilles Grethen (* 1994) ist ein Luxemburger Jazzmusiker (Gitarre, Komposition).

## Leben und Wirken
Grethen wuchs in einem Musikerhaushalt auf; sein Vater Luc Grethen ist Komponist und Professor für Musikerziehung am Hauptstädtischen Konservatorium in Luxemburg, seine Mutter Christiane Grethen-Gras Fagottistin. Er erhielt bereits im Alter von vier Jahren Geigenunterricht; drei Jahre später begann er mit klassischem Klarinettenunterricht (bis er 16 Jahre alt war). Daneben hatte er auch Schlagzeugunterricht und begann auch, Bass zu spielen. Aus Interesse an Jazzmusik entschied er sich im Alter von 14 Jahren für Gitarrenunterricht bei dem Jazzgitarristen Greg Lamy und setzte seine Ausbildung bis 2015 am Musikkonservatorium von Luxemburg bei Jacques Pirotton fort. Zwischen 2016 und 2020 studierte er Jazzgitarre an der Hochschule für Musik Saar in Saarbrücken bei Martin Schulte bis zum Bachelor. Dann absolvierte er den Masterstudiengang Jazzkomposition an der Hochschule für Musik und Darstellende Kunst Mannheim bei Jürgen Friedrich.
Grethen leitet sein Gilles Grethen Quartett mit dem Trompeter Vincent Pinn, dem Bassisten Gabriele Basilico und Schlagzeuger Michel Meis, mit dem er 2021 sein Debütalbum Time Suite bei Double Moon Records veröffentlichte. An seinem zweiten Album State of Mind beteiligte er neben seinem Quartett auch Streicher. Daneben spielt er auch in der Luxembourg Little Big Band, dem Rebecca Senck Quartet, der Nu-Jazz-Band Linq und im Duo Chroma mit dem Pianisten Sebastian Voltz (gleichnamiges Album 2024).

Als Komponist schrieb er für seine Gilles Grethen Bigband, aber auch die Musik zu Catherine Dauphins Kurzfilm Coffee & Water sowie Werke für das Orchestre National de Jazz Luxembourg und das Orchester Opus78.